# Атлі Грегерсен
Атлі Грегерсен (фар. Atli Gregersen, нар. 15 червня 1982, Торсгавн) — фарерський футболіст, захисник клубу «Вікінгур» та національної збірної Фарерських островів.

## Клубна кар'єра
У дорослому футболі дебютував 2001 року виступами за команду «Раннерс», у якій провів два сезони, взявши участь у 3 матчах чемпіонату. 
Згодом з 2003 по 2005 рік грав у складі команд «Люнгбю» та «ГІ Гота».
Своєю грою за останню команду привернув увагу представників тренерського штабу клубу «Скйолд Біркеред», до складу якого приєднався 2005 року.
Протягом 2006—2007 років захищав кольори клубів «Фрем» та «ГІ Гота».
У 2008 році уклав контракт з клубом «Вікінгур», у складі якого провів наступні два роки своєї кар'єри гравця.  Більшість часу, проведеного у складі «Вікінгура», був основним гравцем захисту команди.
Протягом 2010—2011 років захищав кольори клубу «Росс Каунті».
До складу клубу «Вікінгур» приєднався 2011 року. Станом на 13 грудня 2024 року відіграв за фарерську команду 343 матчі в національному чемпіонаті.

## Виступи за збірну
У 2009 році дебютував в офіційних матчах у складі національної збірної Фарерських островів.
| Дата      | Місто   | Господарі | Результат | Гості             | Турнір            | Голи | Примітки |
| --------- | ------- | --------- | --------- | ----------------- | ----------------- | ---- | -------- |
| 23-3-2019 | Та-Калі | Мальта    | 2 – 1     | Фарерські острови | Відбір до ЧЄ 2020 | -    | кап.     |
| Усього    |         | Матчів    | 1         |                   | Голів             | 0    |          |